# اژدر هسته‌ای

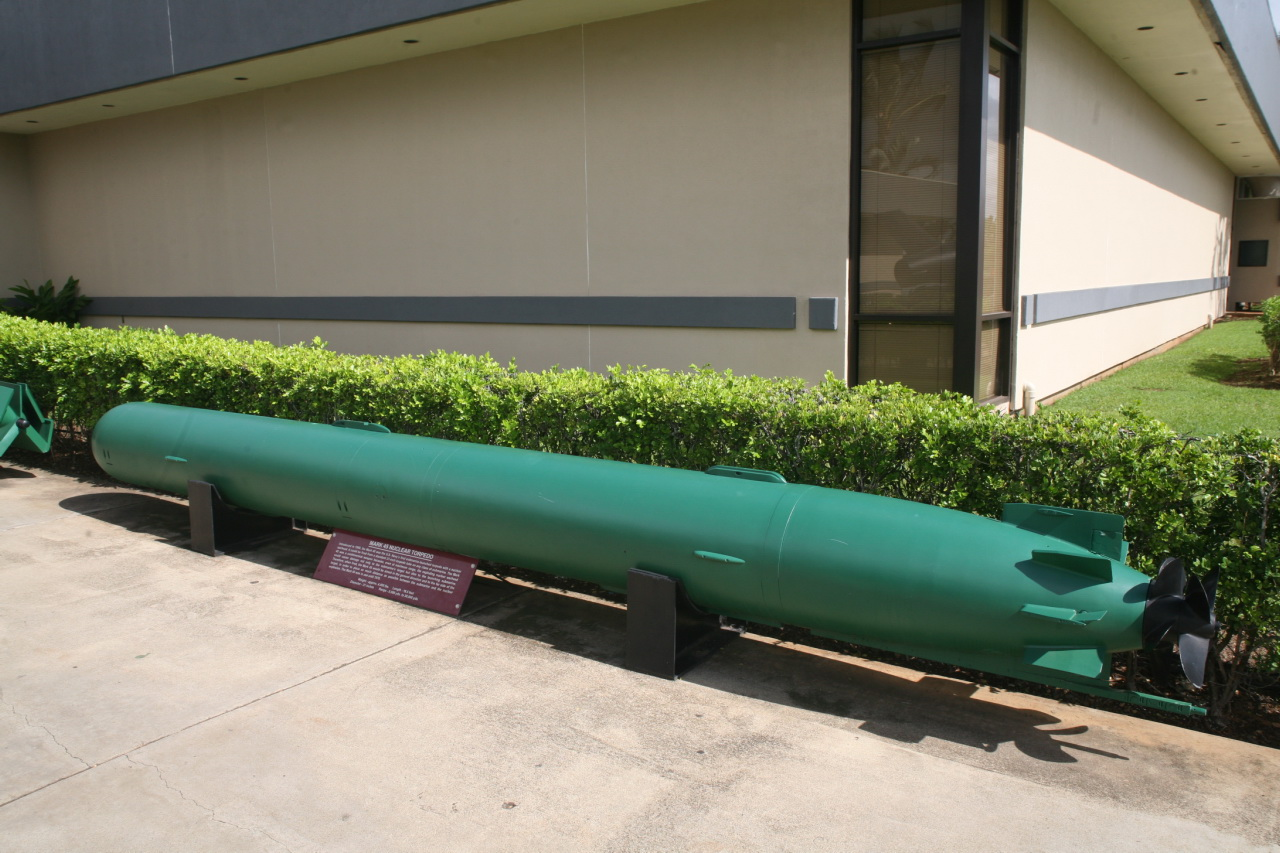
اژدر هسته ای

اژدر هسته ای  (به انگلیسی: Nuclear torpedo) اژدری است که به کلاهک هسته ای مجهز شده است. ایده پشت کلاهک‌های هسته ای در یک اژدر ایجاد انفجاری بسیار بزرگتر بود، تحلیل‌های بعدی نشان داد که اژدرهای کوچک دقیق‌تر، سریع‌تر و کارآمدتر هستند.
در طول جنگ سرد، اژدرهای هسته ای جایگزین برخی از اژدرهای مسلح متعارف در زیردریایی‌های نیروی دریایی شوروی و آمریکا شدند.
اتحاد جماهیر شوروی تی۱۵، تی۵ و اِی‌اِس‌بی-۳۰ را توسعه داد. تنها اژدر کلاهک هسته ای مورد استفاده ایالات متحده اژدر مارک 45 بود. اتحاد جماهیر شوروی به‌طور گسترده اژدرهای هسته ای تی۵ را در سال ۱۹۵۸ مستقر کرد و ایالات متحده اژدر مارک 45 خود را در سال ۱۹۶۳ مستقر کرد.: 28  در سال ۲۰۱۵، شایعاتی مبنی بر توسعه اژدر هسته ای جدید روسیه به نام وضعیت-6 منتشر شد.

## اتحاد جماهیر شوروی

### تی-۱۵
توسعه سلاح‌های هسته ای اتحاد جماهیر شوروی در اواخر دهه ۱۹۴۰ آغاز شد. نیروی دریایی خود را به عنوان مناسب‌ترین شاخه از نیروهای مسلح شوروی برای حمله هسته ای معرفی کرده بود و معتقد بود که فناوری و تاکتیک زیردریایی خود برتر از سایر نقاط جهان است. در تئوری، زیردریایی‌های دوربردی که می‌توانند درست قبل از پرتاب یک سلاح هسته‌ای به سطح زمین برسند، در مقایسه با استقرار تسلیحات توسط هواپیماهای بمب‌افکن دوربرد که می‌توانند سرنگون شوند، مزیت تاکتیکی زیادی دارند.
در اوایل دهه ۱۹۵۰، وزارت ماشین‌سازی متوسط شوروی به‌طور مخفیانه طرح‌هایی را برای ترکیب کلاهک‌های هسته ای در جنگ زیردریایی آغاز کرد. یک مفهوم، پروژه T-15، با هدف ارائه کلاهک هسته ای با قطر ۱٬۵۵۰ میلیمتر (۶۱ اینچ) بود. که کاملاً با اژدر کالیبر سنتی که قبلاً در زیردریایی‌های دیزلی شوروی استفاده می‌شد ناسازگار بود. پروژه T-15 به‌طور محرمانه در سال ۱۹۵۱ آغاز شد. تحقیق و آزمایش با مفهوم دیگر، یعنی ۵۳۳ میلیمتر (۲۱٫۰ اینچ) بسیار کوچکتر و سبکتر، همزمان بود اژدر به نام T-5. استالین و نیروهای مسلح مزایای هر دو کالیبر اژدر را دیدند: T-5 یک گزینه تاکتیکی برتر بود، اما T-15 انفجار بزرگتری داشت. جلسات در کرملین آنقدر محرمانه بود که نیروی دریایی از آن مطلع نشد. طرح‌های اژدر T-15 و یک زیردریایی بازطراحی شده مناسب، به نام پروژه ۶۲۷، در ۱۲ سپتامبر ۱۹۵۲ مجاز شد، اما تا سال ۱۹۵۳ به‌طور رسمی مورد تأیید قرار نگرفت، و باعث تعجب نیروی دریایی شد که از فعالیت‌های دولت مرکزی بی‌خبر بود. : ۲۳۹–۲۴۰ پروژه T-15 اژدری را توسعه داد که می‌توانست ۱۶ مایل (۲۶ کیلومتر) با کلاهک هسته ای. ۱۵۵۰ میلی‌متر طرح T-15 ۵ فوت (۱٫۵ متر) بود قطر و وزن آن ۴۰ تن کوچک (۳۶٬۰۰۰ کیلوگرم) است. اندازه بزرگ این سلاح، ظرفیت یک زیردریایی اصلاح شده را به یک اژدر محدود می‌کرد که فقط می‌توانست با سرعت ۳۰ گره (۵۶ کیلومتر بر ساعت) حرکت کند. . سرعت اژدر با استفاده از یک موتور پیشرانه الکتریکی برای پرتاب کلاهک مانع شد.

#### متوقف شد
تی-۱۵ برای نابودی پایگاه‌های دریایی و شهرهای ساحلی توسط یک انفجار زیر آب در نظر گرفته شد، که منجر به امواج عظیم سونامی می‌شد. محفظه جلوی زیردریایی‌های T-15 اژدر عظیم را که ۲۲٪ از طول زیردریایی را اشغال می‌کرد، نگه می‌داشت. یک زیردریایی تنها می‌توانست یک T-15 را در یک زمان نگه دارد، اما به دو لوله اژدر ۵۳۳ میلی‌متری نیز مجهز بود که برای دفاع شخصی در نظر گرفته شده بود. در سال ۱۹۵۳، پروژه T-15 نتیجه‌گیری خود را به شورای مرکزی حزب کمونیست ارائه کرد و در آنجا مقرر شد که پروژه توسط نیروی دریایی اداره شود. در سال ۱۹۵۴، کمیته ای از کارشناسان نیروی دریایی با ادامه اژدرهای هسته ای T-15 مخالفت کردند. انتقادات آنها بر عدم نیاز در کنار تسلیحات موجود در ناوگان زیردریایی و همچنین شک و تردید مبنی بر اینکه زیردریایی‌ها قادر به نزدیک شدن به نقاط پرتاب به اندازه کافی نزدیک خط ساحلی برای اصابت به اهداف در فاصله ۴۰ کیلومتر (۲۵ مایل) بودند، بود.
پروژه ۶۲۷ اصلاح شد تا راکتورهایی برای کشتی جدیدی فراهم کند که قادر به استقرار ۵۳۳ باشد. اژدرهای کالیبر میلی‌متر در پروژه T-5. با این حال، پایان برنامه T-15 در سال ۱۹۵۴ آخرین باری نبود که یک اژدر بزرگ به عنوان وسیله استقرار در نظر گرفته شود. در سال ۱۹۶۱، آندره ساخاروف پس از آزمایش موفقیت‌آمیز ۵۲ جدید خود دوباره این ایده را مورد بررسی قرار داد. بمب مگاتن که برای هواپیما خیلی بزرگ بود. هنگامی که او این مفهوم را به نیروی دریایی معرفی کرد، آنها از این ایده استقبال نکردند، زیرا اثر منطقه وسیعی که باعث مرگ بسیاری از مردم بیگناه می‌شد، خاموش شد. پیشرفت‌های تکنولوژیک منجر به این شد که فرایند انتخاب سلاح به سمت رویکردهای تاکتیکی‌تر که قابل اجرای سریع‌تر بودند، منجر شد. پس از سال‌ها کاهش و کاهش ذخایر، به نظر می‌رسد فدراسیون روسیه در سال‌های اخیر تمایل به افزایش ذخایر خود از نظر کمیت و بازده سلاح‌های هسته ای دارد.

### تی-۵
از اوایل دهه ۱۹۵۰، زمانی که اتحاد جماهیر شوروی موفق شد بمب اتمی خود را مهندسی کند، به دنبال ابزاری مؤثر برای حمل و نقل بود. اژدر تی-۵ حامل کلاهک هسته ای RDS-9 با بازده ۵ بود کیلوتن اولین آزمایش این کلاهک در میدان آزمایش هسته ای Semipalatinsk در قزاقستان در ۱۰ اکتبر ۱۹۵۴ ناموفق بود. یک سال بعد، پس از توسعه بیشتر، آزمایشی بر روی نوایا زملیا در ۲۱ سپتامبر ۱۹۵۵ با موفقیت انجام شد. در ۱۰ اکتبر ۱۹۵۷، در آزمایش دیگری بر روی نوایا زملیا، زیردریایی کلاس ویسکی S-144 یک اژدر هسته ای زنده T-5 را پرتاب کرد. اسلحه آزمایشی با کد کورال با قدرت ۴٫۸ منفجر شد کیلوتن ۲۰ متر (۶۶ فوت) در زیر سطح خلیج، ستون عظیمی از آب بسیار رادیواکتیو را به هوا می‌فرستد. سه زیردریایی از کار افتاده به عنوان هدف در فاصله ۶٫۵ مایل (۱۰٫۵ کیلومتر) استفاده شد. هر دو اس-۲۰ و اس-۳۴ غرق شدند در حالی که اس-۱۹ آسیب جدی دید.
در سال ۱۹۵۸، تی-۵ به عنوان اژدر مدل ۵۳-۵۸ به‌طور کامل عملیاتی شد.: 28  این سلاح، که می‌توانست روی اکثر زیردریایی‌های شوروی مستقر شود، دارای یک کلاهک قابل تعویض برای هسته‌ای یا انفجار قوی بود. این امکان تصمیم‌گیری سریع تاکتیکی در مورد استقرار را فراهم کرد. تی-۵، مانند اژدر مارک ۴۵ ایالات متحده، برای ضربه مستقیم طراحی نشده است، بلکه برای به حداکثر رساندن منطقه کشتار انفجار در آب طراحی شده است. این انفجار امواج ضربه ای به اندازه کافی قوی ایجاد می‌کند که بدنه یک زیردریایی غوطه ور را بشکند. با این حال، مانند اژدر مارک ۴۵ ایالات متحده، T-5 برای غواصی عمیق بهینه نشده بود و توانایی هدایت محدودی داشت؛ زیرا محدوده عملیات حرارتی آن بین ۵ و ۲۵ درجه سلسیوس (۴۱ و ۷۷ درجه فارنهایت) بود، این کارایی آن را در آبهای اقیانوس اطلس شمالی و قطب شمال کاهش داد.
در ۲۷ اکتبر ۱۹۶۲، در اوج بحران موشکی کوبا، زیردریایی بی-۵۹ شوروی در اقیانوس اطلس توسط نیروی دریایی ایالات متحده تعقیب شد. هنگامی که کشتی شوروی نتوانست به سطح زمین برسد، ناوشکن‌های آمریکایی شروع به پرتاب موشک‌های عمق تمرین کردند. بی-۵۹ مجهز به تی-۵ بود. کاپیتان شوروی که معتقد بود جنگ جهانی سوم در جریان است، مایل به پرتاب سلاح هسته ای بود. با این حال، فرمانده ناوگان او، واسیلی آرخیپوف، که اتفاقاً از قایق به عنوان کشتی فرماندهی خود استفاده می‌کرد، از تأیید فرمان خودداری کرد. پس از مشاجره، توافق شد که زیردریایی ظاهر شود و منتظر دستور مسکو باشد. تنها پس از سقوط اتحاد جماهیر شوروی مشخص شد که این زیردریایی مجهز به تی-۵ است. یک اژدر اتمی خیالی شوروی در فیلم جنگ سرد «حادثه بدفورد» در سال ۱۹۶۵ به کار گرفته شد.

### اِی‌اِس‌بی-۳۰
ای‌اس‌بی-۳۰ یک کلاهک هسته ای بود که توسط نیروی دریایی شوروی در سال ۱۹۶۲ مستقر شد و می‌توانست جایگزین کلاهک‌های انفجاری قوی در ۵۳۳ شود. اژدرهای میلی‌متری (۲۱ اینچی) در حالی که زیردریایی در دریا بود.: 28 

### وی‌آ-۱۱۱ اشکفال
اژدر فراحفره‌زایی وی‌آ-۱۱۱ اشکفال ظاهراً قادر به حمل کلاهک‌های هسته‌ای شکافت‌پذیر است.

## فدراسیون روسیه

### وضعیت-۶
در سال ۲۰۱۵، اطلاعاتی منتشر شد مبنی بر اینکه روسیه ممکن است در حال توسعه یک دستگاه جدید تا ۱۰۰ باشد اژدر حرارتی ام‌تی، سیستم چندمنظوره اقیانوسی وضعیت-۶ , با نام رمز " کانیون " توسط مقامات پنتاگون. این سلاح برای ایجاد موج سونامی تا ۵۰۰ متر (۱٬۶۰۰ فوت) طراحی شده است ارتفاعی که منطقه وسیعی را در سواحل دشمن به‌طور رادیواکتیو با کبالت-۶۰ آلوده می‌کند و در مقابل سیستم‌های دفاع ضد موشکی مانند موشک‌های ضد بالستیک، سلاح‌های لیزری و تفنگ‌های ریلی که ممکن است ICBM یا SLBM را از کار بیاندازند مصون باشد. دو زیردریایی حامل بالقوه، پروژه ۰۹۸۵۲ زیردریایی کلاس اسکار بلگورود و پروژه ۰۹۸۵۱ زیردریایی کلاس یاسن خاباروفسک، قایق‌های جدیدی هستند که به ترتیب در سال‌های ۲۰۱۲ و ۲۰۱۴ ساخته شدند. وضعیت به نظر می‌رسد که ۶ آخرین ابزار بازدارنده باشد. به نظر می‌رسد این یک مینی زیردریایی روباتیک اژدری شکل است که می‌تواند با سرعت ۱۰۰ گره (۱۹۰ کیلومتر بر ساعت) حرکت کند. . اطلاعات جدیدتر حاکی از حداکثر سرعت ۵۶ گره (۱۰۴ کیلومتر بر ساعت) است، با دامنه ۶٬۲۰۰ مایل (۱۰٬۰۰۰ کیلومتر) و عمق حداکثر ۱٬۰۰۰ متر (۳٬۳۰۰ فوت). این پهپاد زیر آب با فناوری مخفی کاری پوشانده شده است تا از دستگاه‌های ردیابی صوتی فرار کند. با این حال، بسیاری از مفسران تردید دارند که این یک پروژه واقعی است، و آن را به احتمال زیاد نشت صحنه‌ای برای ترساندن ایالات متحده می‌دانند. ادوارد مور گیست در میان نظرات دیگر در مورد آن مقاله ای نوشت که در آن می‌گوید «تصمیم گیران روسی اطمینان چندانی ندارند که این مناطق در مکان‌های مورد نظر قرار خواهند گرفت» و کارشناسان نظامی روسی گفته‌اند که اژدر رباتیک نشان داده شده می‌تواند اهداف دیگری مانند تحویل تجهیزات در اعماق دریا یا نصب دستگاه‌های نظارتی داشته باشد.
در ژانویه ۲۰۱۸ پنتاگون وجود وضعیت-۶ را تأیید کرد.

## ایالات متحده

### بنیاد و پایه
علاقه ایالات متحده به یک اژدر هسته ای را می‌توان در سال ۱۹۴۳ دنبال کرد، زمانی که کاپیتان ویلیام اس. پارسونز، رئیس بخش مهمات پروژه منهتن، یک اژدر کلاهک هسته ای از نوع اورانیوم از هوا را پیشنهاد کرد. این مفهوم هرگز پیشرفت نکرد. تا اواخر دهه ۱۹۵۰، زمانی که زیردریایی‌های هسته‌ای شوروی با غواصی عمیق ظاهر شدند، به سلاح‌های سنگین‌تر نیاز بود. در سال ۱۹۶۰، ایالات متحده توسعه کلاهک‌های هسته‌ای خود را فاش کرد که می‌توانستند از کانویر بی-۵۸ هاسلر با بال دلتا، اولین بمب‌افکن مافوق صوت عملیاتی، بر روی نقاط هدف شناسایی شده توسط سیستم‌های سونار پرتاب شوند.

### مارک ۴۵
اژدر مارک ۴۵ که با نام ASTOR نیز شناخته می‌شود، یک سلاح هسته ای نیروی دریایی ایالات متحده (USN) بود. مارک ۴۵ جایگزین اژدر مارک ۴۴ شد که بسیار کوچکتر بود و حدود ۴۲۵ پوند (۱۹۳ کیلوگرم) وزن داشت. و ۱۰۰ اینچ (۲۵۰ سانتیمتر) در طول. برد مارک ۴۴ حدود ۶٬۰۰۰ یارد (۵٬۵۰۰ متر) بود و می‌توانست به سرعت ۳۰ گره (۵۶ کیلومتر بر ساعت) برسد. طراحی اولیه در سال ۱۹۵۹ یا ۱۹۶۰ توسط آزمایشگاه تحقیقات کاربردی، دانشگاه واشینگتن، سیاتل، واشینگتن، و شرکت وستینگهاوس الکتریک، بالتیمور، Md. این اژدر در سال ۱۹۶۳ وارد خدمت شد.
مارک ۴۵ یک اژدر کشتی ضد زیردریایی، ضد زیردریایی و ضد سطحی با قابلیت هدایت سیمی بود. این کلاهک یک کلاهک هسته ای تاکتیکی کم بازده دبلیو۳۴ بود که شعاع انفجار گسترده آن به جای ارسال دقیق، یک قایق دشمن را با انفجار نزدیک نابود می‌کرد. برای اطمینان از کنترل کامل سلاح هسته ای، یک کنترل سیمی انفجار را انجام داد. کلاهک فقط با یک سیگنال ارسال شده در طول سیم منفجر شد. در اژدر هیچ تماس یا نفوذی وجود نداشت. سیگنال‌های هدایت هدف، که توسط یک ژیروسکوپ و چرخ دنده عمقی اطلاع داده می‌شوند، می‌توانند از طریق اتصال سیمی نیز ارسال شوند، زیرا اژدر هیچ قابلیتی برای بازگشت به هواپیما نداشت.: 71  ۱۹ اینچ (۴۸۰ میلیمتر) بود قطر، و بی صدا از استاندارد ۲۱ اینچ (۵۳۰ میلیمتر) پرتاب شد لوله با اجازه دادن به آن برای شنا کردن به بیرون. ۲۲۷ اینچ (۵۸۰ سانتیمتر) بود و وزن آن ۲٬۳۰۰ تا ۲٬۴۰۰ پوند (۱٬۰۰۰ تا ۱٬۱۰۰ کیلوگرم). ۲ حالت از Mark 45 وجود داشت. اولین مورد، mod 0، نسخه اصلی سلاح هسته ای بود. Mod 1 یک نسخه مسلح معمولی بود که از نسخه‌های بازنشسته مود ۰ بازسازی شد و به عنوان اژدر Mk45 Mod 1 Freedom برای فروش به نیروی دریایی متحدان عرضه شد. کلاهک هسته ای انفجار بزرگی را ارائه کرد که می‌توانست زیردریایی‌های پرسرعت و غواصی عمیق را نابود کند. با باتری آب دریا و 160 ehp موتور الکتریکی تغذیه می‌شود، می‌تواند به ۴۰ گره (۷۴ کیلومتر بر ساعت) برسد و حداکثر برد ۱۵٬۰۰۰ یارد (۱۴٬۰۰۰ متر) داشت. تقریباً ۶۰۰ اژدر Mark 45 از سال ۱۹۶۳ تا ۱۹۷۶ ساخته شد.

### جایگزینی
اندازه و وزن کلاهک هسته ای مارک ۴۵ با سرعتی که اژدر می‌توانست به آن برسد، تداخل زیادی داشت. از سال ۱۹۷۲ تا ۱۹۷۶، مارک ۴۵ با اژدر مارک 48، اژدر زیردریایی فعلی USN جایگزین شد.: 161  مارک ۴۸ یک اژدر بسیار سریع، غواصی عمیق، با قابلیت کنترل صوتی با سیستم هدایت با عملکرد بالا است. مارک 48 ۲۱ اینچ (۵۳۰ میلیمتر) است قطر، دارای طول کمی بیش از ۱۹ فوت (۵٫۸ متر) است و یک کلاهک تقریبی ۶۵۰ پوند (۲۹۰ کیلوگرم) را حمل می‌کند مواد منفجره قوی. سرعت این سلاح ۵۵ گره (۱۰۲ کیلومتر بر ساعت) تخمین زده شده است و محدوده ۳۵٬۰۰۰ یارد (۳۲٬۰۰۰ متر). یک سیم هدایت همزمان از زیردریایی و اژدر بیرون می‌آید و زیردریایی را قادر می‌سازد تا با استفاده از سونار غیرفعال بزرگ‌تر و قوی‌تر زیردریایی، «ماهی» را کنترل کند. ژیروسکوپ اژدر آن را روی یک یاتاقان اولیه به هدف قرار می‌دهد. سیم تنها زمانی وارد بازی می‌شود که موقعیت و حرکت هدف نشان دهد که برای اصلاح مسیر ژیرو اژدر نیاز به تغییر است. در چنین شرایطی، تکنسین کنترل آتش، تغییر را از طریق سیم انجام می‌دهد. سپس سیم قطع می‌شود و سونار فعال اژدر به دنبال هدف می‌گردد. پیشرفت‌های بعدی Mark 48 شامل Mark 48 Mod 3، با پیشرفت‌هایی در سیستم هومینگ، با استفاده از TELECOM است که انتقال داده‌های دو طرفه را بین زیردریایی و اژدر فراهم می‌کند و اژدر را قادر می‌سازد تا داده‌های صوتی را به زیردریایی بازگرداند. بیش از ۵۰۰۰ اژدر Mark 48 تولید شده است.: 203–204 : 161 
اژدرهای از کار افتاده مارک ۴۵ مجدداً اصلاح شدند و کلاهک‌های هسته ای را با کلاهک‌های معمولی جایگزین کردند. این اژدرهای «آزادی» بدون موفقیت زیادی برای فروش خارجی عرضه شدند. : 72 
| سلاح             | تایپ کنید    | محدوده (حیاط) | سرعت (گره) | کلاهک                |
| ---------------- | ------------ | ------------- | ---------- | -------------------- |
| ام‌کی ۳۷          | اژدر         | ۸۰۰۰–۱۸۰۰۰    | مختلف      | ۳۳۰ پوند اچ‌بی‌اکس-۳   |
| ام‌کی ۴۵          | اژدر         | ۳۰۰۰۰–۴۰۰۰۰   | مختلف      | دارای قابلیت هسته ای |
| ام‌کی ۴۸          | اژدر         | ۳۰۰۰۰–۴۰۰۰۰   | مختلف      | ۸۰۰ پوند اچ‌بی‌اکس-۳   |
| ام‌کی ۴۸ ادکپ     | اژدر         | ۳۰۰۰۰–۴۰۰۰۰   | مختلف      | ۸۰۰ پوند اچ‌بی‌اکس-۳   |
| سابروک یویوام-۴۴ | موشک         | ۳۰ نانومتر    | N/A        | دارای قابلیت هسته ای |
| یوجی‌ام ۸۴ای/سی   | موشک ضد کشتی | ۷۵ نانومتر    | ۶۰۰        | ۴۸۸ پوند دبلیودی‌یو۱۸ |

## بحران موشکی کوبا
در زمان بحران موشکی کوبا، ایالات متحده از اینکه اتحاد جماهیر شوروی دارای اژدرهای مجهز به سلاح هسته ای است، بی‌خبر بود. قبل از بحران، ایالات متحده بیشتر زیردریایی‌های شوروی را تحت تعقیب و مستندسازی قرار می‌داد. در طول این بحران، ایالات متحده محاصره ای را برای از بین بردن تمام حضور شوروی در دریای کارائیب اعمال کرد. ممکن است یک حادثه خطرناک در زیردریایی شوروی بی-۵۹ رخ داده باشد، اگرچه برخی تردیدها مطرح شده است. وادیم اورلوف، که یک افسر اطلاعات ارتباطات بود، اظهار داشت که در ۲۷ اکتبر، ناوشکن‌های ایالات متحده، موشک‌های عمق تمرین را در B-59 انجام دادند. کاپیتان والنتین ساویتسکی که قادر به برقراری ارتباط با مسکو نبود، با خدمه ای که از گرما و سطوح بالای دی‌اکسید کربن رنج می‌برد، دستور داد اژدر هسته ای T5 را برای شلیک مونتاژ کنند. معاون فرمانده تیپ کاپیتان دوم واسیلی آرخیپوف ساویتسکی را آرام کرد و آنها تصمیم گرفتند زیردریایی را به زیر آب برسانند. این روایت بحث‌برانگیز است، زیرا دیگر فرماندهان زیردریایی بعید می‌دانستند که ساویتسکی چنین دستوری داده باشد.